# Goffredo Alessandrini
Pour les articles homonymes, voir Alessandrini.
Goffredo Alessandrini, né le 9 septembre 1904 au Caire, en Égypte, et mort le 16 mai 1978 à Rome, est un réalisateur, scénariste, acteur, producteur et monteur italien.

## Biographie
Fils d'un entrepreneur italien mais né au Caire, Alessandrini réalise son premier film en Égypte, le documentaire La diga di Maghmod. Assistant d'Alessandro Blasetti sur le tournage des films Sole (1929) et Le Rappel de la terre (1930), Goffredo Alessandrini travaille ensuite aux États-Unis au doublage des films de la MGM. Revenu en Italie, il réalise une version italienne d'un film de Wilhelm Thiele : La Secrétaire particulière (1931). Il est l'auteur de deux films de propagande fasciste : Noi vivi et Addio Kira ! (1942). Il était devenu effectivement, depuis Luciano Serra, pilote (1938), le cinéaste quasi officiel du régime mussolinien. Après guerre, il fut l'auteur d'une fable antiraciste, Le Juif errant. Il épouse en 1935 l'actrice italienne Anna Magnani : cette union durera très peu de temps et leur mariage sera annulé en 1950.

## Filmographie

### Réalisateur
- 1929 : La diga di Maghmod (documentaire)
- 1931 : La Secrétaire particulière (La segretaria privata)
- 1934 : Seconda B
- 1935 : Don Bosco (it)
- 1936 : La Cavalerie héroïque (Cavalleria)
- 1936 : Una donna tra due mondi
- 1938 : Luciano Serra, pilote (Luciano Serra, pilota)
- 1939 : La vedova (it)
- 1939 : L'Apôtre du désert (Abuna Messias)
- 1940 : Le Pont de verre (it) (Il ponte di vetro)
- 1941 : Michel-Ange de Caravage, le peintre maudit (Caravaggio, il pittore maledetto)
- 1941 : Noces de sang (Nozze di sangue)
- 1942 : Giarabub (it)
- 1942 : Nous, les vivants, 1re partie (Noi vivi)
- 1942 : Nous, les vivants, 2e partie (Addio Kira !)
- 1945 : Chi l'ha visto?
- 1945 : Lettere al sottotenente
- 1947 : Furia (it)
- 1948 : Le Juif errant (L'ebreo errante)
- 1949 : Les Amants du lac perdu (In estasi)
- 1950 : La Pécheresse blanche (it) (Aminah)
- 1951 : Fascination (it) (Sangue sul sagrato)
- 1952 : Les Chemises rouges (Camicie rosse)
- 1953 : La Fille du régiment (de) (La figlia del reggimento), coréalisé avec Géza von Bolváry
- 1954 : Rumeur publique (Opinione pubblica), coréalisé avec Maurizio Corgnati
- 1956 : Le Fils du cheik (Gli amanti del deserto)
- 1962 : Rumbos malditos
- 1962 : Mate Cosido

### Comme scénariste
- 1931 : Le Rappel de la terre (Terra Madre) d'Alessandro Blasetti
- 1931 : La Secrétaire particulière (La segretaria privata)
- 1935 : Don Bosco (it)
- 1938 : Luciano Serra, pilote (Luciano Serra pilota)
- 1939 : La vedova (it)
- 1941 : Michel-Ange de Caravage, le peintre maudit (Caravaggio, il pittore maledetto)
- 1941 : Noces de sang (Nozze di sangue)
- 1942 : Nous, les vivants, 1re partie (Noi vivi)
- 1942 : Nous, les vivants, 2e partie (Addio Kira !)
- 1945 : Lettere al sottotenente
- 1947 : Furia (it)
- 1948 : Le Juif errant (L'ebreo errante)

### Comme acteur
- 1949 : Les Amants du lac perdu (Rapture) : Renato
- 1965 : I tre volti : Direttore dell'agenzia (segment « Latin Lover »)
- 1965 : La Celestina P... R... de Carlo Lizzani : Montesti

### Comme producteur
- 1953 : Rumeur publique (Opinione pubblica)

### Comme monteur
- 1931 : La Secrétaire particulière (La segretaria privata)